# 미야기현 해역 지진

일본 해구 해역의 지진 구분도.

미야기현 해역 지진(일본어: 宮城県沖地震 みやぎけんおきじしん[*])은 일본 미야기현 동쪽 해역을 진원으로 일어나는 지진이다. 특히 해양판과 대륙판의 경계 지역인 일본 해구 대륙판 쪽에서 주기적으로 일어나는 규모 M7.5 가량의 지진을 의미한다.
일본 도호쿠 지방은 대륙판인 북아메리카판(또는 오호츠크판) 위에 있으며, 일본 해구 지역을 경계로 대륙판 밑으로 해양판인 태평양판이 가라앉고 있는 지역이다. 두 판이 움직이며 압축되면서 왜곡이 생기며 생긴 활단층의 활동으로 오시카반도 인근 해역을 진원으로 규모 M7.1-7.5의 지진이 자주 일어나고 있다. 오시카반도 해역의 평균 지진 발생 간격은 약 38년이다. 두 판 사이의 '돌기'가 2개가 있어 미야기현 앞바다 지진은 1930년대 지진처럼 시간을 두고 두 돌기가 파괴되거나, 1978년 지진처럼 두 돌기가 한꺼번에 파괴되는 지진 두 종류가 있는 것으로 추정된다. 과거에 있었던 지진으로 추정할 때 돌기들이 따로 파괴되면 규모 M7.1-7.4, 두 돌기가 동시에 파괴되면 규모 M7.4 정도가 될 것으로 추정된다.
미야기현 해역 지진의 평균 지진 발생 간격은 25년에서 최대 40년이다. 또한 1793년 지진과 같이 산리쿠 해역 남부 해구 쪽 지역과 연동형지진이 일어날 경우 규모는 M8.0 정도 될 것으로 추정된다.
2011년 3월 11일 일어난 도호쿠 지방 태평양 해역 지진(동일본대지진)은 산리쿠 해역이 진원이지만 진원역은 북쪽으로는 이와테현에서 남쪽으로는 이바라키현까지 이르는 광범위한 구역의 연동형 지진으로 일본 지진예지연락회나 일본 지진조사연구추진본부에서는 "미야기현 해역 지진도 동시에 일어났다"라고 말했다. 지진조사연구추진본부에서는 이처럼 여러 진원역이 동시에 연동되어 일어난 지진은 평균 600년 간격으로 일어나는 것으로 추정하고 있다. 과거 지진의 규모에서 추정해볼 때 평균 규모는 M8.4-9.0이 될 것으로 추정된다.

## 주요 지진

### 목록
아래 목록의 지진은 미야기현 해역 지진으로 밝혀진 지진과 미야기현 해역 외에도 다른 곳과 연동되어 일어난 것으로 추정되는 지진 목록이다.
| 발생 일자        | 규모       | 비고                                                                |
| ---------------- | ---------- | ------------------------------------------------------------------- |
| 869년 7월 13일   | M8.3 - 8.6 | 다른 진원역과 연동된 지진이다.(조간 지진)                           |
| 1793년 2월 17일  | 약 M8.2    | 다른 진원역과 연동된 지진이다.(간세이 지진)                         |
| 1835년 7월 20일  | 약 M7.0    | 1835년 미야기현 해역 지진                                           |
| 1861년 10월 21일 | M7.3       | 1861년 미야기현 해역 지진                                           |
| 1897년 2월 20일  | M7.4       | 1897년 미야기현 해역 지진                                           |
| 1933년 6월 19일  | M7.1       | 여러 돌기가 따로 파괴된 종류의 지진이다. 천발지진이다.              |
| 1936년 11월 3일  | M7.4       | 여러 돌기가 따로 파괴된 종류의 지진이다.(1936년 미야기현 해역 지진) |
| 1937년 7월 27일  | M7.1       | 여러 돌기가 따로 파괴된 종류의 지진이다. 심발지진이다.              |
| 1978년 6월 12일  | M7.4       | 1978년 미야기현 해역 지진                                           |
| 2005년 8월 16일  | M7.2       | 여러 돌기가 따로 파괴된 종류의 지진이다.(2005년 미야기현 해역 지진) |
| 2011년 3월 11일  | M9.0       | 다른 진원역과 연동된 지진이다.(도호쿠 지방 태평양 해역 지진)        |
| 2021년 3월 20일  | M6.9       | 다른 진원역과 연동된 지진이다.(2021년 미야기현 해역 지진)           |

### 1835년 미야기현 해역 지진
1835년의 미야기현 해역 지진은 1835년 7월 20일에 발생한 약 M7.0의 지진이다. 센다이성이 피해를 받았다.

### 1861년 미야기현 해역 지진
1861년의 미야기현 해역 지진은 1861년 10월 21일에 발생한 M7.3의 지진이다.

### 1897년 미야기현 해역 지진
1897년의 미야기현 해역 지진은 1897년 2월 21일에 발생한 M7.4의 지진이다.

### 1933년 미야기현 해역 지진
1933년의 미야기현 해역 지진은 1933년 6월 19일에 발생한 M7.1의 지진이다. 여러 돌기가 따로 파괴된 종류의 지진이다. 천발지진이다.

### 1936년 미야기현 해역 지진
1936년의 미야기현 해역 지진은 1936년 11월 3일에 발생한 지진이다. 지진 규모는 M7.4. 여러 돌기가 따로 파괴된 종류의 지진이다. 이 지진으로 4명이 부상했다.

### 1937년 미야기현 해역 지진
1937년의 미야기현 해역 지진은 1937년 7월 27일에 발생한 M7.1의 지진이다. 여러 돌기가 따로 파괴된 종류의 지진이다. 심발지진이다.

### 2005년 미야기현 해역 지진
2005년의 미야기현 해역 지진은 2005년 8월 16일에 발생한 지진이다. 지진 규모는 M7.2. 여러 돌기가 따로 파괴된 종류의 지진이다. 이 지진으로 미야기현 가와사키정에서 최대 진도6약을 관측했다. 이 지진으로 100명이 부상했다.

### 2021년 미야기현 해역 지진
2021년의 미야기현 해역 지진은 2021년 3월 20일에 발생한 지진이다. 지진 규모는 M6.9. 2011년 일어난 도호쿠 지방 태평양 해역 지진의 여진이다. 미야기 현에서 최대 진도5강을 관측했다. 다른 진원역과 연동된 지진이다. 이 지진으로 11명이 부상했다. 일본 기상청은 도호쿠 지방 태평양 앞바다 지진의 여진 역 (미야기 현 해역 포함)에서 2021년 4월 1일 이후에 발생하는 지진을, 2011년의 지진의 여진이라고 표현하지 않을 방침이다. 또한 2021년 5월 1일에도 미야기현 해역을 진원으로하는 M6.8의 지진이 발생, 미야기현에서 최대 진도5강을 관측했다.

## 기타 지진
아래 지진은 진원이 미야기현 해역이지만 지진 규모나 종류로 인해 미야기현 해역 지진에 포함되지 않는 지진이다.
| 발생 일자       | 규모 | 비고                      |
| --------------- | ---- | ------------------------- |
| 1855년 9월 13일 | M7.3 |                           |
| 1898년 4월 23일 | M7.2 |                           |
| 1915년 11월 1일 | M7.5 |                           |
| 2003년 5월 26일 | M7.1 | 2003년 미야기현 해역 지진 |
| 2011년 4월 7일  | M7.1 | 2011년 미야기현 해역 지진 |

## 같이 보기
- 산리쿠 해역 지진
- 이와테현 해역 지진
- 이바라키현 해역 지진
- 미야기현 북부 지진
- 이와테·미야기 내륙지진